# Phytorellus
Phytorellus is een geslacht van kevers uit de familie bladkevers (Chrysomelidae).
De wetenschappelijke naam van het geslacht werd in 2002 gepubliceerd door Medvedev & Moseyko.

## Soorten
- Phytorellus latus (Weise, 1923)